# Corymborkis corymbis
Corymborkis corymbis Thouars, 1822 è una pianta della famiglia delle Orchidacee, diffusa in Africa.

## Distribuzione e habitat
La specie ha un ampio areale che comprende l'Africa tropicale (Ghana, Guinea, Costa d'Avorio, Liberia, Nigeria, Sierra Leone, Togo, Repubblica Centrafricana, Camerun, Congo, Guinea Equatoriale, Gabon, Repubblica Democratica del Congo, Etiopia, Sudan, Tanzania e Uganda), l'Africa australe (Angola, Malawi, Mozambico, Zimbabwe e Sudafrica), il Madagascar e le isole Mascarene.